# Замок Клайнбардорф
Замок Клайнбардорф (нем. Schloss Kleinbardorf) — небольшой замок на воде около города Зульцфельд (им-Грабфельд), сохранившийся в хорошем состоянии и до сих пор использующийся как жилая постройка.

## Исторический обзор

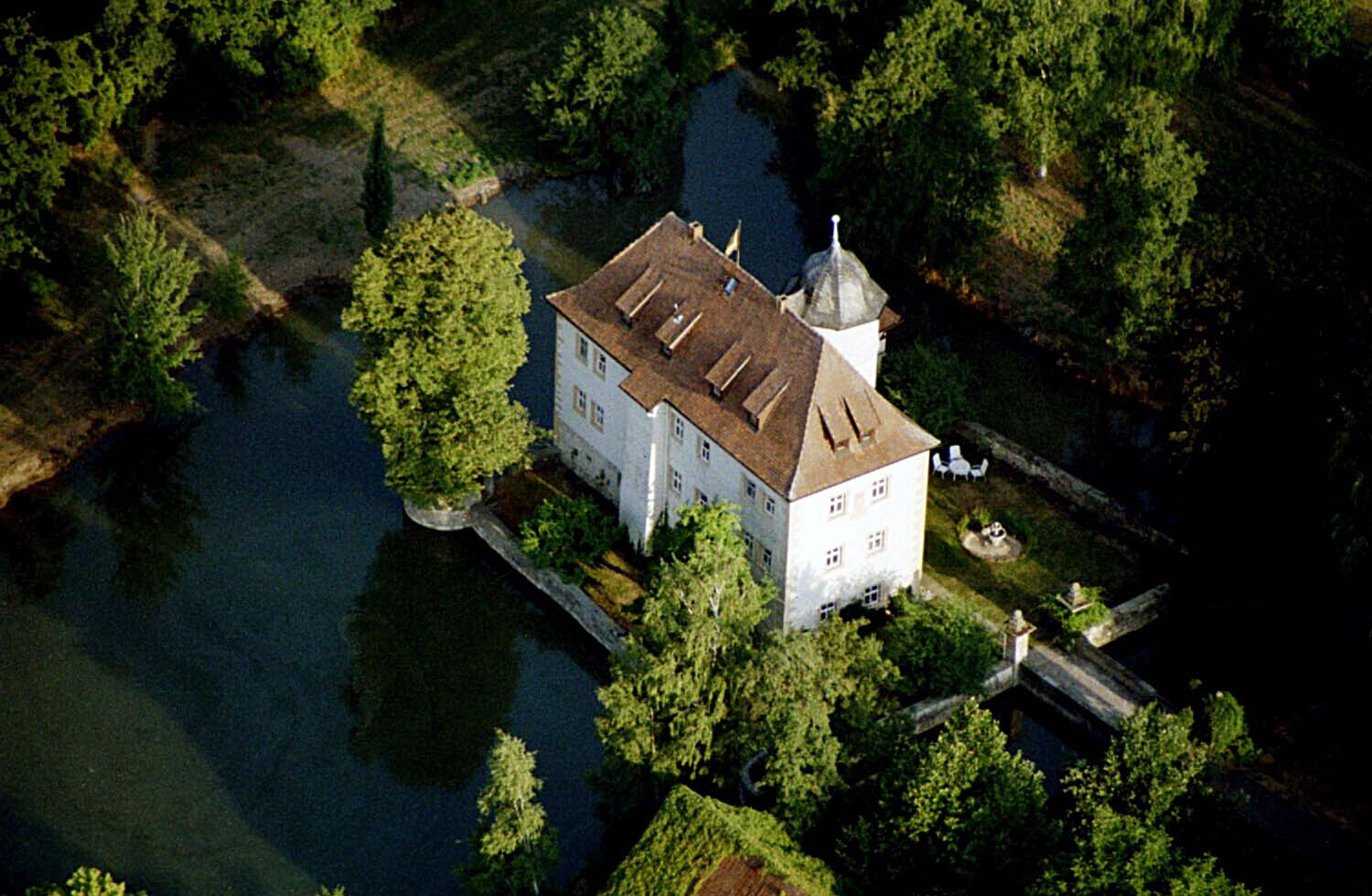
Замок на воде

В XIV веке Клайнбардорф находился в графстве Геннеберг. В 1368 году перешел в Вюрсбургское епископство. Десять лет спустя его приобрели Дитрих и Конрад фон Бибра (von Bibra). В 1602 году имение было конфисковано после смерти бездетного Генриха фон Бибры, однако его родственники опротестовали это решение в суде, и в 1681 году им вернули право собственности. В 1691 году Клайнбардорф купил барон Гуттенберг. В 1896 году земли продали сельской общине.
В настоящее время замок, который был полностью отреставрирован, находится в частной собственности.
Особняк был построен Генрихом фон Биброй в ренессансном стиле в 1589/1590 гг. и восстановлен бароном Гуттенбергом в 1766 году.
На холме Вартберг возле замка находится большое Еврейское кладбище Judenhügel («Еврейский холм»), которое окружено стенами 1574 года. На нем около 4,4 тыс. захоронений, хотя еще 1933 году здесь насчитывалось около 20 тыс. могильных плит. По величине в Баварии оно уступает только мюнхенскому еврейскому кладбищу.